# Diaphorus elongatus
Diaphorus elongatus är en tvåvingeart som beskrevs av Yang och Patrick Grootaert 1999. Diaphorus elongatus ingår i släktet Diaphorus och familjen styltflugor.
Artens utbredningsområde är Xinjiang (Kina). Inga underarter finns listade i Catalogue of Life.